# 高津柿本神社
高津柿本神社（たかつかきのもとじんじゃ）は、島根県益田市高津町に鎮座する旧県社。歌聖柿本人麿を祀る神社で、正式名称は柿本神社。柿本人麿を祀る柿本神社は日本各地に存在するが、その本社を主張している。鎮座地は丸山の東に張り出した尾根筋の鴨山（高角山）山頂に位置し、境内を含めた一帯は祭神にちなんで、昭和50年代から島根県立万葉公園として整備されている。

## 祭神
- 柿本人麿命（正一位柿本大明神）

柿本人麿は当地で没したと伝えられることから、その霊を神として祀っている。地元では「人麿神社」「人麿さん」とも呼ばれ、歌道を始めとする学問や農業の神、また石見産紙の祖神とされたことから殖産の神として崇敬されるほか、「人麿（ひとまる）」を「火止まる」や「人産まる」と解して、火防や安産の神としても崇敬されている。

## 歴史
晩年に国司として石見国に赴任した柿本人麿が、和銅年間に「鴨山の磐根し枕（ま）ける吾をかも 知らにと妹が待ちつつあらん」の辞世の歌を詠んで益田川河口（旧高津川河口）の鴨島に没したので、神亀年間にその霊を祀るために石見国司が聖武天皇の勅命を受けて鴨島に人丸社を創祀したのに創まるといい、また天平年間には人丸寺も建立したという。
人麿の没年には、慶雲4年（707年）説、和銅2年（709年）説、神亀元年（724年）説などがあって定かではなく、またその終焉伝承地も安来市の仏島など島根県内だけでも各所にあって定説を見ないが、当神社の西方4kmほど離れた益田市戸田町の戸田柿本神社には人麿が柿の木の下で生まれたという樹下誕生譚や遺髪塚があり、当地一帯が柿本氏と縁のあったことが想定できる。ちなみに高津町や戸田町は、古く石見国美濃郡小野郷に相当し、郷名は古代豪族小野氏の移住、開拓に由来するとされるが、柿本氏はその小野氏の支族である。
万寿3年（1026年）の地震とそれに伴う大津波で鴨島とともに海中に没したが、神像は高津の松崎に流れ着いたため、その地に社殿と別当寺としての人丸寺が再建された。その後、後鳥羽天皇の時代には石見国司平隆和によって社殿の改築と水田10町歩の寄進が行われている。
江戸時代に石見銀山奉行の大久保長安による造営と金の灯籠が献納され、更に延宝9年（天和元年とも、1681年）風水難を案じた津和野藩主亀井茲親によって高津城のあった現在地に移築された。同じ頃、都にあっては霊元上皇が古今伝授に際して祈祷を命じたり、後に宸筆の御製歌を奉納したりと和歌の神として崇敬し、享保8年（1723年）、柿本人麿の一千年祭と称して「柿本大明神」の神号と正一位の神階が宣下された。また現地にあっても一千年祭を斎行するとともに、別当人丸寺を真福寺と改称している。以後歴代天皇を始め親王や公卿にあっては特別に法楽を営んで和歌を短冊に認めて奉納、歌道の上達を願う風が流行する一方、津和野藩では享保13年（1728年）に社領13石を寄せ、石見産紙の祖神に位置づけて、藩内第一の神社と崇めた。
慶応元年（1865年）に真福寺を廃して社号を「柿本神社」に改め、近代社格制度では県社に列した。

## 祭事・年中行事
- 例祭（4月15日） - かつては旧暦3月15日に行われていた。人麿の命日が旧暦3月18日とされるので本来この日に行うべき所を、神職の加勤の都合で3日ほど繰り上げているといい、太陽暦施行以来現在の日取りとなっている。また、9月にも秋季例祭が行われるが、それに対して春季例祭ともいう。
- 八朔祭（9月1日） - 旧暦8月1日が人麿生誕の日とされることに因む祭事であるが、太陽暦施行により9月1日に行われている。春秋の例祭よりも賑わい、家内安全や豊作、殖産繁栄を願う参拝者で参道一帯が溢れるという。また当日は流鏑馬も行われる（「流鏑馬神事」）。

そのほか、2月節分の日に節分祭が、9月15日から1週間、秋季例祭が行われている。

## 社殿
本殿は正徳2年（1712年）の造替にかかり、方3間朱塗りの単層入母屋造妻入で正面に唐破風の向拝（ごはい）を設けた春日造変態で、屋根は檜皮葺。殿内は津和野藩主亀井家の家紋、四ツ目結び紋をあしらった板扉で内外陣を画し、内陣には須弥壇を構えて等身大の人麿神像を安置する。昭和57年（1982年）6月18日に島根県の有形文化財（建造物）に指定された。なお、本殿前の入母屋造妻入の拝殿は平成10年（1998年）2月に新築されたもので、これは銅板葺である。
また、宝物殿もあり、霊元上皇を始め、桜町・桃園・後桜町・光格・仁孝天皇の歴代天皇が、人麿影供を催して歌道の上達を祈念した折の短冊和歌（重要美術品）が展示されている。

## 文化財

### 重要美術品（国認定）
- 御法楽御短冊6綴 - 享保8年から天保14年（1843年）にかけて奉納された、霊元上皇始め6代にわたる天皇の御製歌が認められた短冊。昭和18年（1943年）10月1日に重要美術品に認定された。

### 島根県指定有形文化財
- 本殿